# Illas
Illas è un comune spagnolo di 1 108 abitanti situato nella comunità autonoma delle Asturie.